# Kateřina Javůrková
Kateřina Javůrková (* 20. června 1991) je česká hráčka na lesní roh. Její otec hrál na trubku a ona již od dětství hrála na flétnu; k lesnímu rohu přešla v devíti. Lesní roh začala studovat na ZUŠ Na Popelce pod vedením Tomáše Krejbicha, v roce 2006 zahájila studium na Pražské konzervatoři, které ukončila o šest let později. Roku 2012 začala studovat na pařížské konzervatoři Conservatoire national supérieur de musique et de danse de Paris. Dále byla členkou souboru PKF – Prague Philharmonia. V roce 2013 získala první místo na mezinárodní hudební soutěži Pražské jaro.